# Toggenburger Nachrichten
Die Toggenburger Nachrichten war eine Lokalzeitung für das obere Toggenburg im Ostschweizer Kanton St. Gallen,
die von 1865 bis 2015 erschien.
Die Toggenburger Nachrichten entstanden im Jahr 1865 aus der damaligen Ebnater Zeitung und arbeitete zuerst mit Laienredaktoren. 20 Jahre nach der Gründung konnten zwei statt nur eine Publikation pro Woche herausgegeben werden. 1967 fusionierte das Blatt mit dem Obertoggenburger Wochenblatt. Das Blatt war amtliches Publikationsorgan der Gemeinden Ebnat-Kappel, Krummenau, Nesslau, Stein, Alt St. Johann und Wildhaus.
2007 verkaufte die Druckerei Fuchs in Ebnat-Kappel die Toggenburger Nachrichten mit einer Auflage von 4500 Exemplaren an die Buchdruckerei Wattwil, der Herausgeberin des Toggenburger Tagblatts.
Drei Jahre später wurde das Redaktionsbüro in Ebnat-Kappel geschlossen.
2016 wurden die Toggenburger Nachrichten und der Alttoggenburger in das Toggenburger Tagblatt integriert.